# Cimetière militaire allemand de Chauny
Le  « Cimetière militaire allemand de Chauny » est un cimetière militaire de la Première Guerre mondiale situé sur le territoire de la commune de Chauny, dans l'Aisne.

## Localisation
Ce cimetière militaire allemand, qui jouxte le cimetière militaire britannique, est implanté à l'intérieur du cimetière communal.

## Historique
La ville de Chauny est tombée aux mains des Allemands du 1er septembre 1914 jusque fin septembre 1918, date de la libération su secteur par la première armée française. Le cimetière allemand de Chauny a été créé en septembre 1914 pour inhumer  environ 500 soldats tombés lors des combats de la  première bataille de la Marne du 5 au 12 septembre 1914. D'autres combats, en 1915, 1917 et 1918, ont fait de nombreuses victimes dans les rangs allemands qui ont été inhumés ici.

## Caractéristique
Dans ce cimetière reposent 1703 soldats allemands. Parmi ceux-ci, 1516 ont une tombe individuelle tandis que 187, dont seulement 16 sont identifiés, reposent dans une fosse commune. En 1976, les croix de bois ont été remplacées par des croix en pierre sur lesquelles sont gravés les noms des soldats et les haies qui séparaient les deux cimetières ont été enlevées.

## Galerie

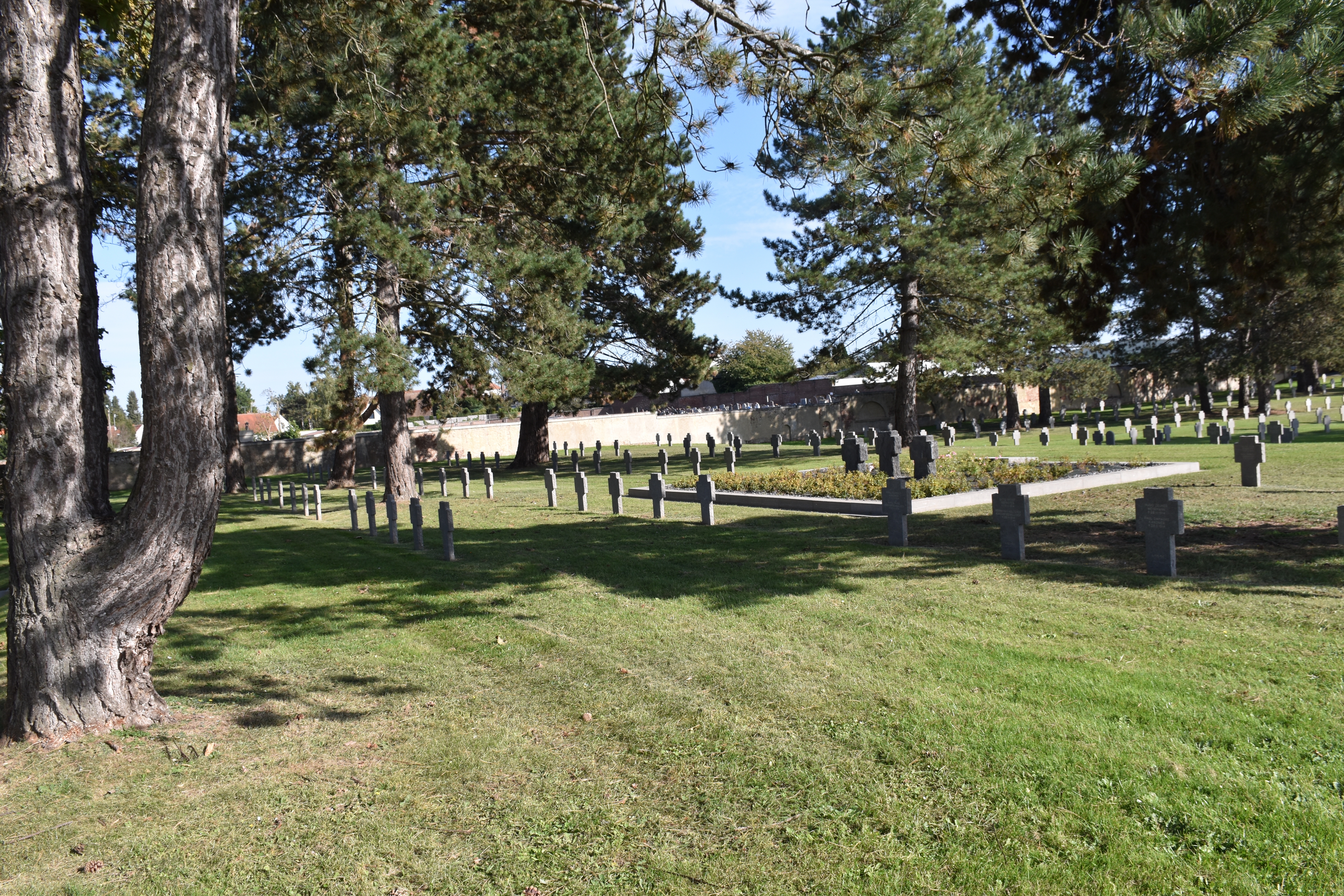
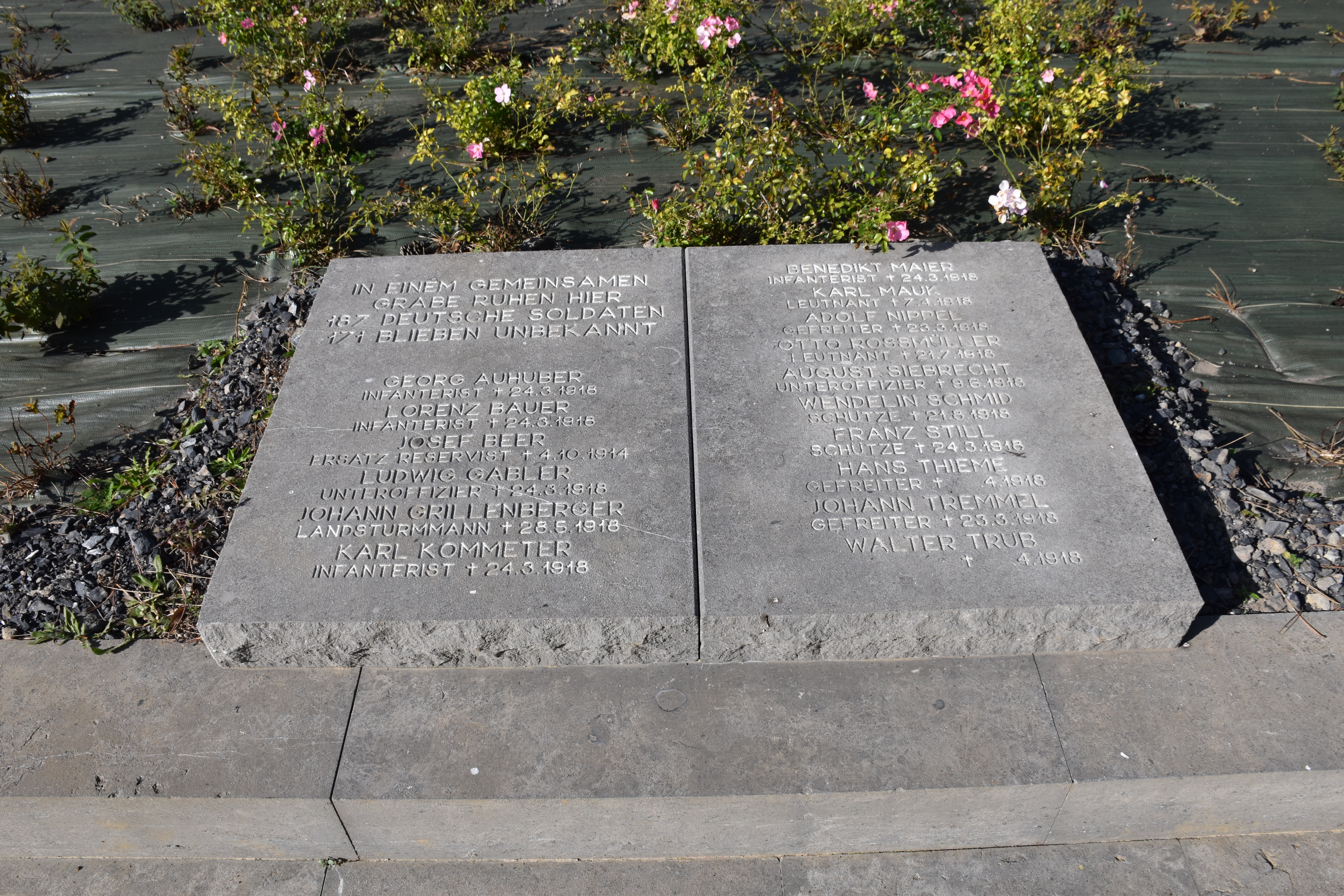
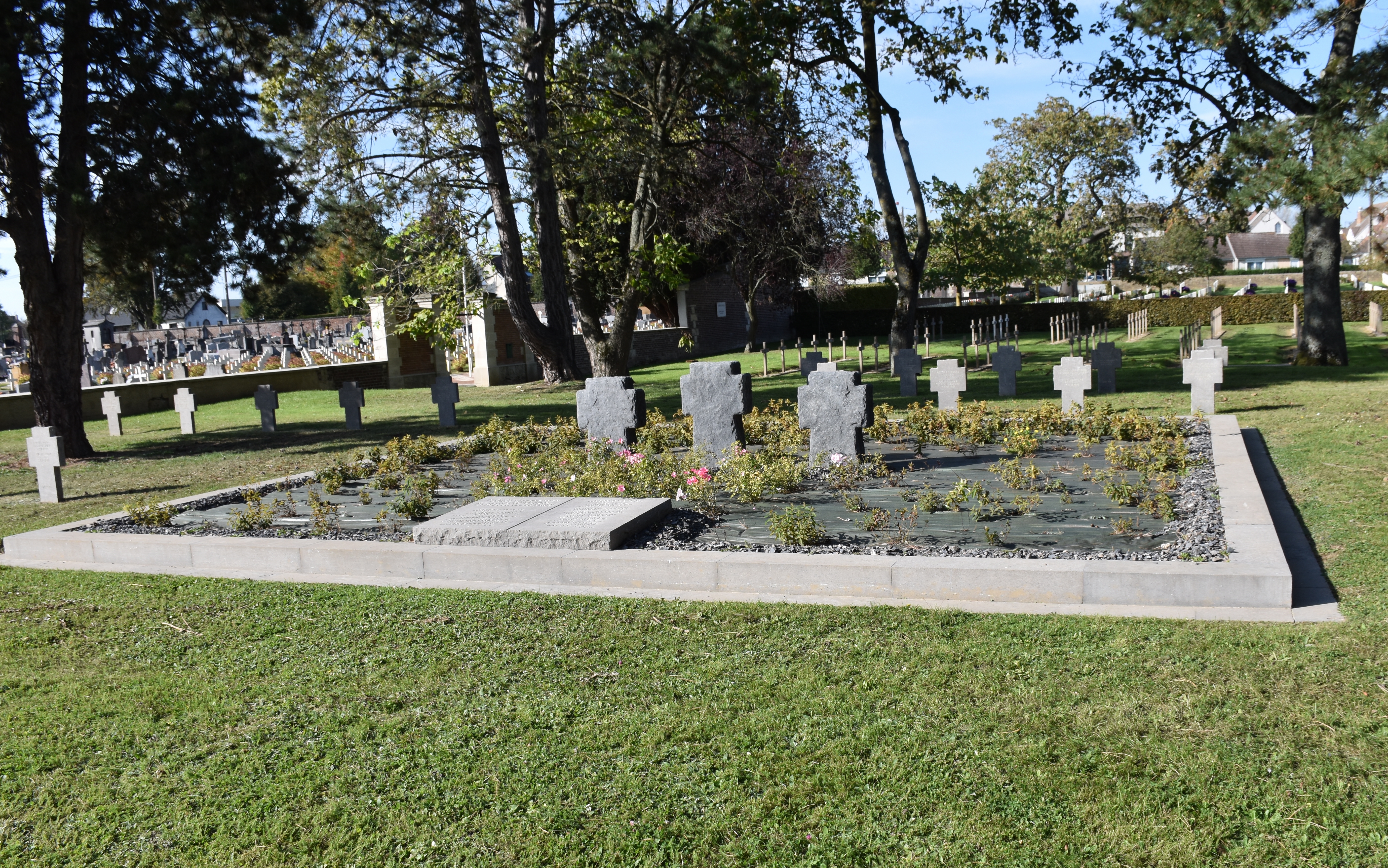
Fosse commune où sont inhumés 187 soldats allemands dont 171 inconnus.
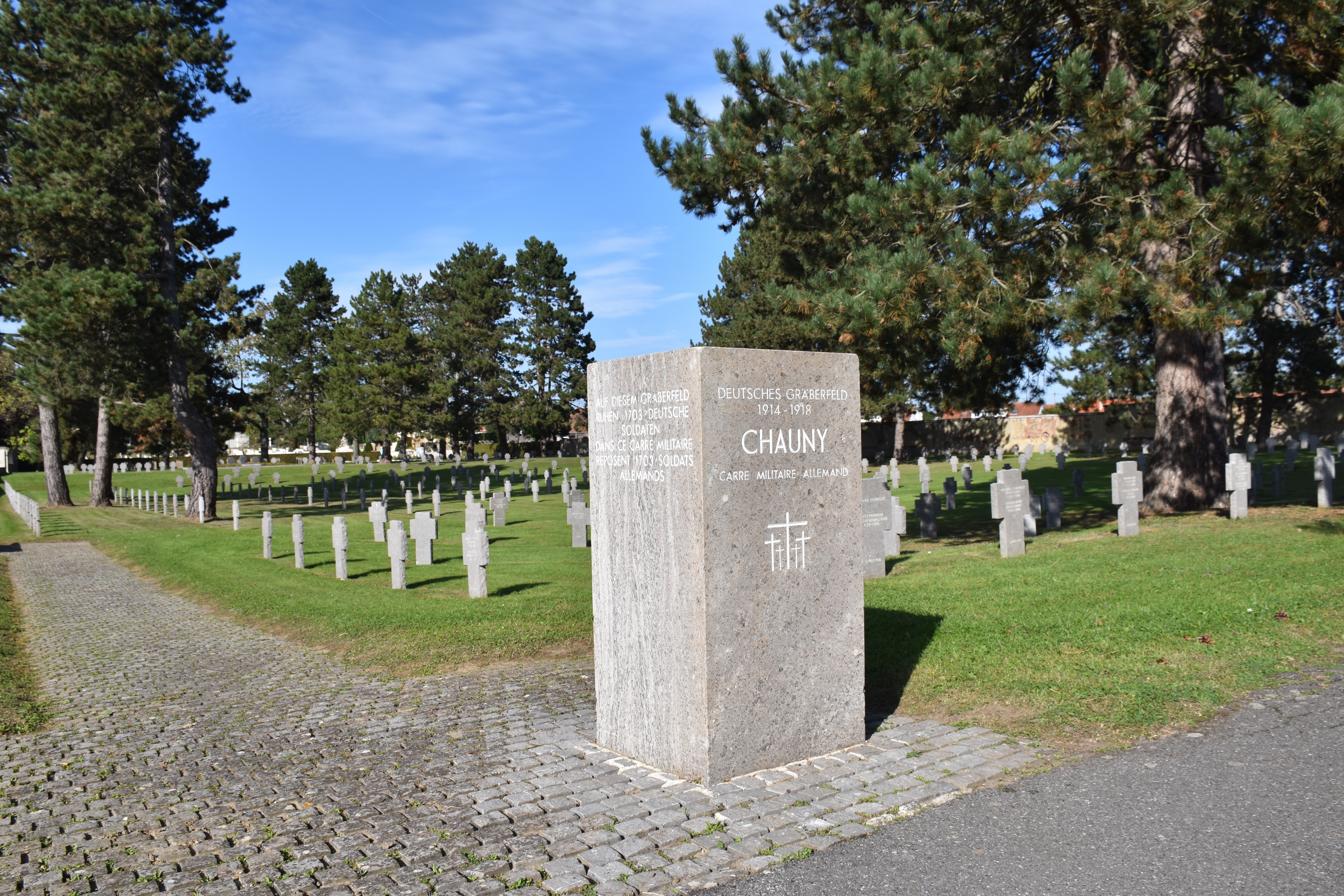
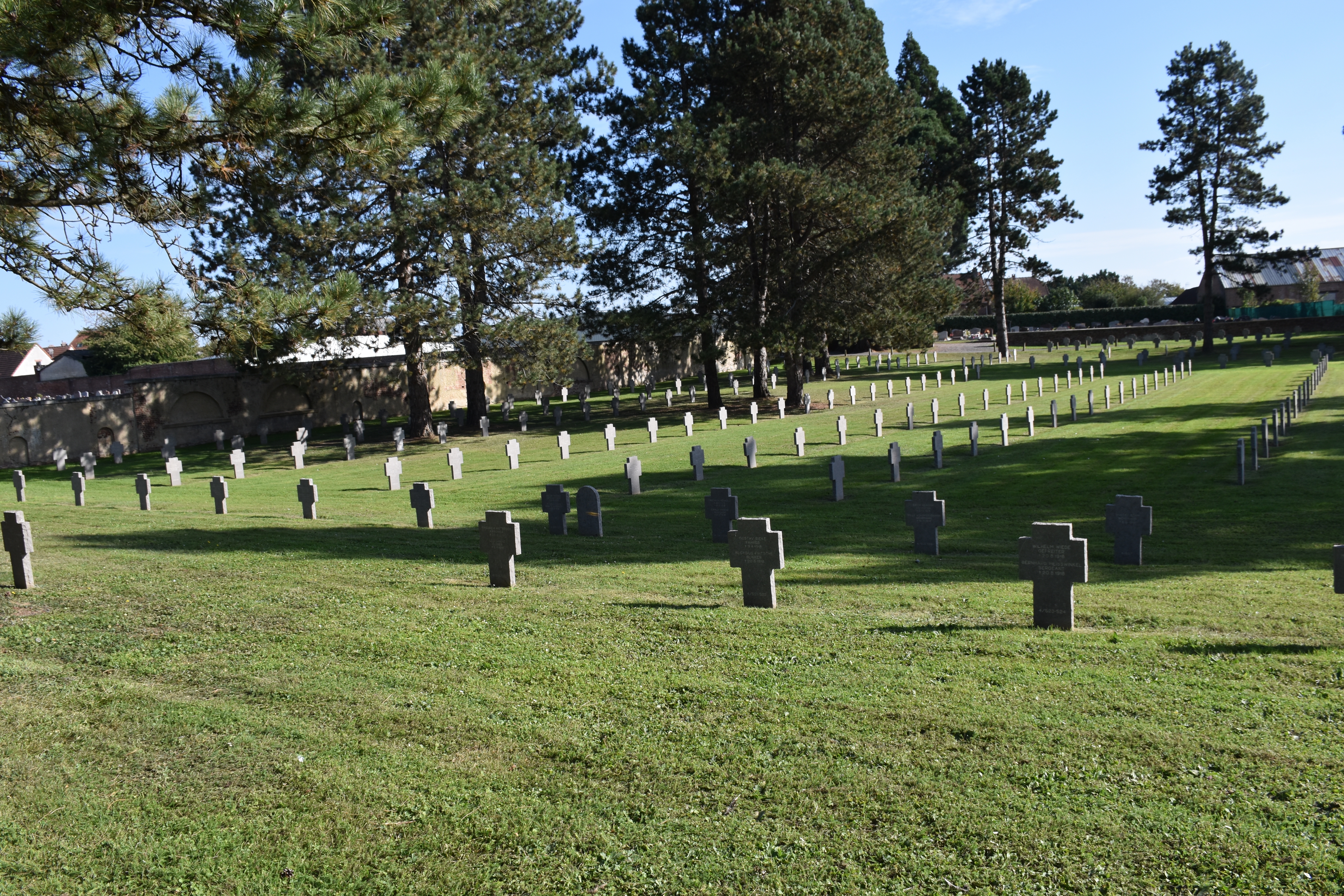
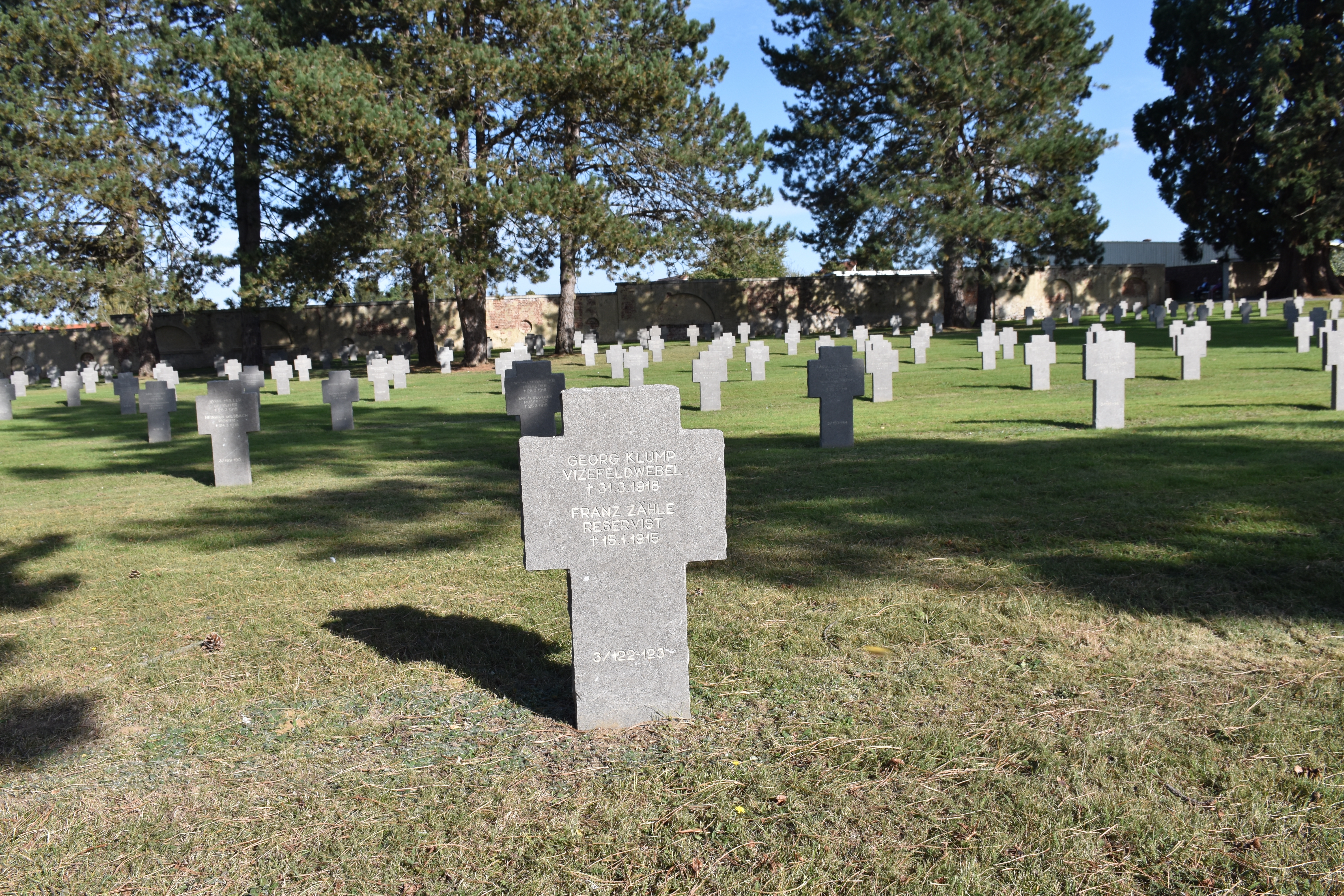

## Sépultures
| Pays      | Sépultures |
| --------- | ---------- |
| Allemagne | 1 703      |